# عشق (فیلم ۱۹۹۷)
عشق (به هندی: इश्क) یک فیلم سینمایی هندی در ژانر کمدی-درام و فیلم عاشقانه محصول سال ۱۹۹۷ به کارگردانی ایندرا کومار است.

## داستان
داستان فیلم روایت‌گر دو عشق است. یکی راجا و مادو (عامر خان و جوهی چاولا) و دیگری آجای و کاجال (آجای دیوگان و کاجول). که در هر کدام از این عشق‌ها یکی دارا و دیگری ندار است و در راه رسیدن به هم رویدادهای جالبی را پشت سر می‌گذارند؛ راجا و مادو هر دو سرکش و آشتی‌ناپذیر، آجای و کاجال هر دو خردپیشه، پدران مادو و آجای که هردو ثروتمند هستند از ترس اینکه آن‌ها با فردی فقیر ازدواج نکنند از آن‌ها بدون اینکه متوجه شوند امضا گرفتند و آن‌ها را به عقد هم درآوردند حالا مادو عاشق پسر فقیری به نام راجا شده‌است و آجای عاشق دختری فقیر به نام کاجال، اما آن‌ها به خاطر اینکه قبلاً به ظاهر و بی‌خبر ازدواج کرده‌اند حالا به راحتی نمی‌توانند به خواسته خود برسند و…